# 白沙集团
白沙集团是一个总部在湖南省长沙市的大型多元化企业集团，涉足行业有卷烟制造、文化传播、药业、物流、印刷等。

## 历史
- 1947年9月1日，黄自新开办的私营的“欧亚烟厂”投产。
- 1950年3月，湖南省人民银行、湖南省财政厅用100万元收购欧亚烟厂为国有，更名为湖南地方建湘烟厂。
- 1951年，“新华”烟厂和“民生”烟厂并入建湘烟厂。
- 1964年1月，建湘烟厂更名为国营长沙卷烟厂。
- 2000年11月30日，以长沙卷烟厂为核心企业的白沙集团注册登记。